# Jacob Matschenz

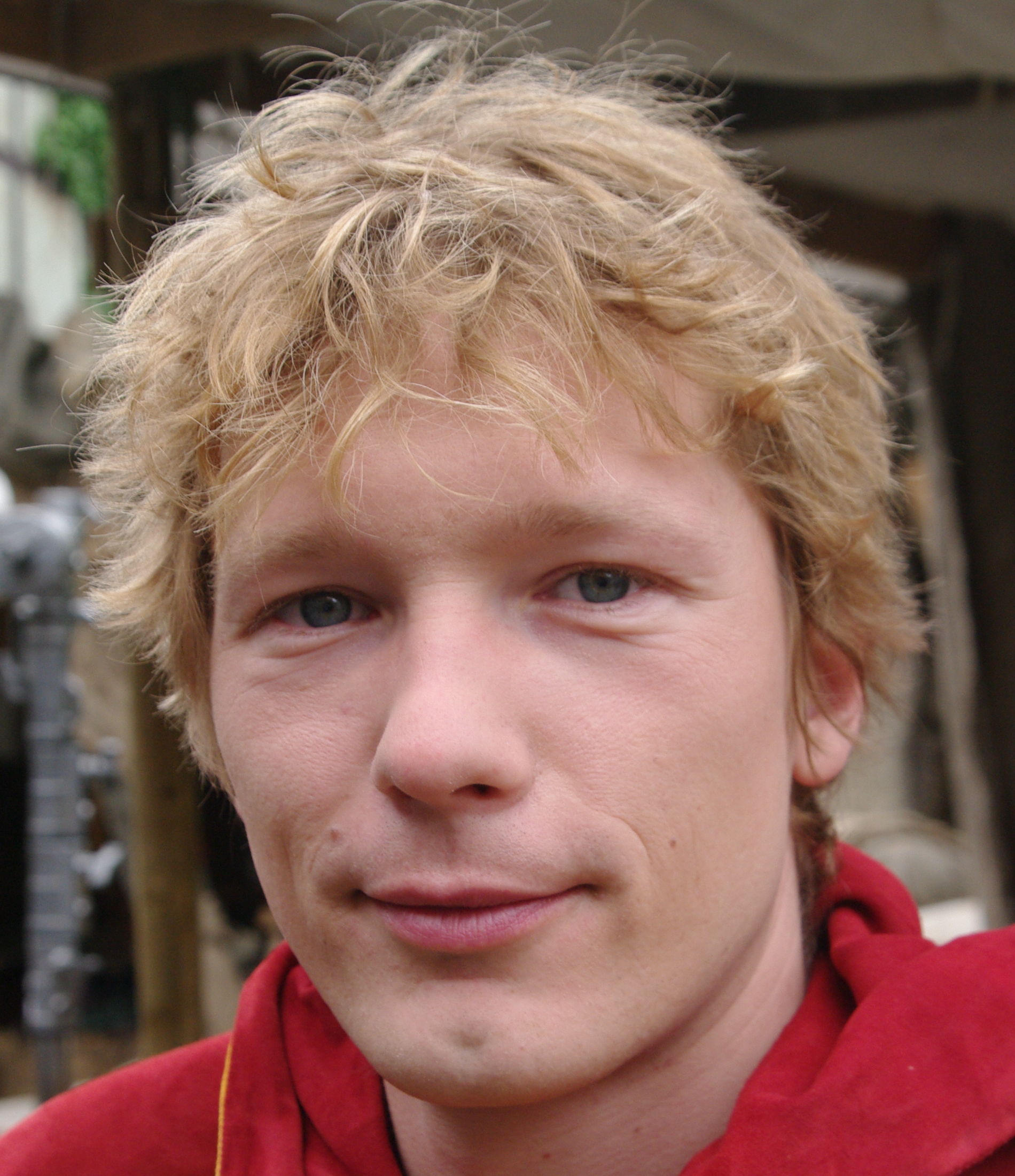
Jacob Matschenz (2014)

Jacob Matschenz (* 1984 in Ost-Berlin) ist ein deutscher Schauspieler.

## Leben

### Anfänge und erste Rollen
Jacob Matschenz wurde in Berlin-Pankow geboren und wuchs in Berlin auf. Er war Realschüler, als durch Zufall der Kontakt zum Film und zur Schauspielerei über eine Kinderagentur zustande kam, wo er an einem Casting teilnahm. Die dort angebotene Rolle erhielt der junge Jacob Matschenz zwar nicht, er wurde aber von dem Regisseur Jakob Hilpert 2001 für dessen Diplomfilm Kleine Kreise engagiert, mit dem Matschenz sein Filmdebüt gab.
2002 spielte er im Polizeiruf 110: Der Spieler den jungen Daniel Dietzel, der seinen Vater aus Wut niedergeschlagen hat. Im selben Jahr war er in dem dramatischen Science-Fiction-Film Mutanten an der Seite von Karoline Teska zu sehen und übernahm in dem Fernsehfilm Juls Freundin, der im September des Jahres auf dem Filmfest Hamburg lief, die Hauptrolle des 16-jährigen Jul Rosenberg, der sich in die neun Jahre ältere Phoebe Panizzi (Anneke Kim Sarnau) verliebt und ihr nachstellt. In den beiden Fernsehfilmen Sex Up – Jungs haben’s auch nicht leicht und Sex Up – Ich könnt’ schon wieder (2003 und 2005) spielte er Häschen neben André Emanuel Kaminski, Joseph Bolz und Jonas Jägermeyr.
2004 bekam Matschenz seine erste Tatort-Rolle in der Folge Waidmanns Heil als Michael Voss, den Stiefsohn eines tatverdächtigen Jagdpächters. Weitere Tatort-Rollen hatte Matschenz in Nachtwanderer (2006) als Andi Schwab, in Alle meine Jungs (2014) als Müllmann Sascha Decker und 2017 in Stau als Chauffeur Bernd Hermann.

### Durchbruch und weitere Karriere
Für seine Hauptrolle des 17-jährigen Malte in Till Endemanns Coming-of-Age-Film Das Lächeln der Tiefseefische, die für Matschenz 2005 den Durchbruch als Filmschauspieler bedeutete, erhielt er den Max-Ophüls-Preis als bester Nachwuchsdarsteller. Seine erste Kinorolle hatte er an der Seite von Elyas M’Barek in Wholetrain als Schüler Achim, der zu einer Gruppe von vier jungen Männern gehört, die nachts Graffiti auf Züge malen. Ein weiteres Mal war er auf der Kinoleinwand neben Andreas Schmidt in Neandertal (2006) zu sehen. Er verkörperte in einer Hauptrolle den an Neurodermitis erkrankten 17-jährigen Jungen Guido.
In 42plus (2008) spielte Matschenz den jungen Tramper Tamaz, der eine Affäre mit der 42-jährigen Christine (Claudia Michelsen) beginnt. Für seine Darstellung des jungen DDR-Grenzsoldaten Alexander Karow in dem Fernsehfilm An die Grenze (2007) bekam er den Adolf-Grimme-Preis 2008. In dem ZDF-Krimi Tod in der Eifel (2008) war er neben Christian Redl und Maria Simon in einer der Hauptrollen als junger Dorfpolizist Tim Wenning zu sehen. In dem Märchenfilm Der gestiefelte Kater (2009) war er der Müllersohn Hans.
2010 spielte er die Hauptrolle des Würzburger Heranwachsenden Tommy Weber an der Seite von Burak Yiğit in dem Jugenddrama Bis aufs Blut – Brüder auf Bewährung; er verkörperte einen Jugendlichen, der nach einem Gefängnisaufenthalt versucht, nicht erneut auf die „schiefe Bahn“ zu geraten, was ihm aber misslingt. Er erhielt den Bayerischen Filmpreis 2010 in der Kategorie „Nachwuchsdarsteller“, zusammen mit seinem Schauspielkollegen Burak Yiğit. In Renn, wenn du kannst (2010), einer Dreiecksgeschichte zwischen einem Rollstuhlfahrer, seinem Zivi und einer umtriebigen Studentin, verkörperte er die Figur des „sympathischen, netten“ Zivildienstleistenden Christian. In dem Zweiteiler Laconia (2011) spielte Matschenz die Rolle des Ersten Wachoffiziers Mannesmann. Im Bella-Block-Krimi Der Fahrgast und das Mädchen (Erstausstrahlung: Februar 2012) war er als junger Schüler Lenny Gravert ebenfalls zu sehen.

### Film und Fernsehen ab 2014
In dem historischen Zweiteiler Die Pilgerin (2014) verkörperte Matschenz neben Josefine Preuß den Sebastian Laux, den jüngsten Sohn des Bürgermeisters. In dem zweiteiligen Kinderfilm Till Eulenspiegel (2014) übernahm er die Titelrolle. In dem Kinofilm Jeder stirbt für sich allein (2016) war Matschenz als Dietrich Necker in einer internationalen Produktion neben Brendan Gleeson, Mikael Persbrandt und Emma Thompson zu sehen.
Jacob Matschenz war im Januar 2017 in Mein Blind Date mit dem Leben als Max, den neuen Arbeitskollegen und Freund des Deutsch-Singhalesen Saliya Kahawatte, der eine Ausbildung zum Hotelfachmann absolviert, auf der Kinoleinwand zu sehen. In der ab Oktober 2017 ausgestrahlten Fernsehserie Babylon Berlin hatte er in den Staffeln 1 bis 3 eine wiederkehrende Nebenrolle. Matschenz war Teil des Hauptcasts der ab Februar 2019 ausgestrahlten 2. Staffel der erfolgreichen historischen Fernsehserie Charité (Drehzeit: November 2017 bis Anfang März 2018). Er spielte den homosexuellen Chirurgie-Pfleger Martin Schelling, dem nach einer schweren Verletzung an der Front das linke Bein unterhalb des Knies amputiert wurde und der seine Zuneigung zu dem Sanitätsoffizier Otto Marquardt (Jannik Schümann) zurückhalten muss, um nicht in ein Konzentrationslager zu kommen.
In der ZDF-Verfilmung von Juli Zehs Gesellschaftsroman Unterleuten – Das zerrissene Dorf, die im März 2020 erstmals im Fernsehen gezeigt wurde, spielte er Frederick Wachs, den Spieleentwickler und Lebensgefährten der Figur Linda Franzen (Miriam Stein), die gemeinsam in das brandenburgische Unterleuten ziehen, wo sie ein kleines Grundstück samt Villa erworben haben. In der Schweizer Kinoproduktion Wanda, mein Wunder (2020) spielte er den jüngsten Sohn Gregi der Familie Wegmeister-Gloor.

### Privates
Zu Jacob Matschenz’ Hobbys zählen Motorradfahren, Reiten und Bogenschießen. Er lebt in Berlin.

## Theater
An den Hamburger Kammerspielen war Matschenz 2017 unter der Regie von Henning Bock als „revoluzzerischer“ Sohn in der deutschen Erstaufführung von Philipp Löhles Stück Schlaraffenland zu sehen.

## Filmografie (Auswahl)

### Kino
- 2005: Das Lächeln der Tiefseefische, Regie: Till Endemann
- 2006: Wholetrain, Regie: Florian Gaag
- 2006: Neandertal, Regie: Ingo Haeb, Jan-Christoph Glaser
- 2008: Die Welle, Regie: Dennis Gansel
- 2008: 1. Mai – Helden bei der Arbeit, Regie: Jan-Christoph Glaser, Carsten Ludwig, Sven Taddicken, Jakob Ziemnicki
- 2008: 42plus, Regie: Sabine Derflinger
- 2008: Im Winter ein Jahr, Regie: Caroline Link
- 2008: 2er ohne, Regie: Jobst Oetzmann
- 2008: Unschuld, Regie: Andreas Morell
- 2009: Vorstadtkrokodile, Regie: Christian Ditter
- 2009: 12 Meter ohne Kopf, Regie: Sven Taddicken
- 2010: Bis aufs Blut – Brüder auf Bewährung, Regie: Oliver Kienle
- 2010: Renn, wenn du kannst, Regie: Dietrich Brüggemann
- 2011: Vorstadtkrokodile 3, Regie: Wolfgang Groos
- 2011: Das System – Alles verstehen heißt alles verzeihen, Regie: Marc Bauder
- 2011: Männerherzen … und die ganz ganz große Liebe, Regie: Simon Verhoeven
- 2012: Schutzengel, Regie: Til Schweiger
- 2012: 3 Zimmer/Küche/Bad, Regie: Dietrich Brüggemann
- 2013: Großstadtklein, Regie: Tobias Wiemann
- 2013: Schlussmacher, Regie: Matthias Schweighöfer
- 2013: Sputnik, Regie: Markus Dietrich
- 2014: Jack, Regie: Edward Berger
- 2015: 3 Türken und ein Baby, Regie: Sinan Akkuş
- 2015: Heil, Regie: Dietrich Brüggemann
- 2016: LenaLove, Regie: Florian Gaag
- 2016: Jeder stirbt für sich allein, Regie: Vincent Perez
- 2016: Rico, Oskar und der Diebstahlstein, Regie: Neele Vollmar
- 2017: Mein Blind Date mit dem Leben, Regie: Marc Rothemund
- 2017: Magical Mystery oder: Die Rückkehr des Karl Schmidt, Regie: Arne Feldhusen
- 2017: Vorwärts immer!, Regie: Franziska Meletzky
- 2018: Fünf Freunde und das Tal der Dinosaurier, Regie: Mike Marzuk
- 2018: Werk ohne Autor, Regie: Florian Henckel von Donnersmarck
- 2019: Nur eine Frau, Regie: Sherry Hormann
- 2020: Wanda, mein Wunder, Regie: Bettina Oberli
- 2020: Undine, Regie: Christian Petzold
- 2020: Es ist zu deinem Besten, Regie: Marc Rothemund
- 2021: Stille Post, Regie: Florian Hoffmann
- 2021: Das Schwarze Quadrat, Regie: Peter Meister

### Fernsehen
- 2001: Kleine Kreise, Regie: Jakob Hilpert
- 2002: Polizeiruf 110: Der Spieler, Regie: Jürgen Brauer
- 2002: Mutanten, Regie: Katalin Gödrös
- 2002: Juls Freundin, Regie: Kai Wessel
- 2003: Befreite Zone, Regie: Norbert Baumgarten
- 2003: Sex Up – Jungs haben’s auch nicht leicht, Regie: Florian Gärtner
- 2004: Experiment Bootcamp, Regie: Andreas Linke
- 2004: Fliehendes Land, Regie: Friederike Jehn
- 2004: Tatort: Waidmanns Heil, Regie: Peter F. Bringmann
- 2005: Das Lächeln der Tiefseefische, Regie: Till Endemann
- 2005: Sex Up – Ich könnt’ schon wieder, Regie: Florian Gärtner
- 2005: Rose, Regie: Alain Gsponer
- 2006: Tatort: Nachtwanderer, Regie: Johannes Grieser
- 2006: Zwei Engel für Amor (zwei Folgen), Regie: Christoph Schnee
- 2006: Ludgers Fall, Regie: Wolf Wolff
- 2006: Tollpension, Regie: Tim Trageser
- 2006: Tornado – Der Zorn des Himmels, Regie: Andreas Linke
- 2007: An die Grenze, Regie: Urs Egger
- 2007: Auf dem Vulkan, Regie: Claudia Garde
- 2007: Stubbe – Von Fall zu Fall: Bittere Wahrheiten, Regie: Thomas Jacob
- 2008: Tod in der Eifel, Regie: Johannes Grieser
- 2008: SOKO Leipzig – Zersprungene Seele, Regie: Michel Bielawa
- 2009: SOKO Köln – Mein Freund der Mörder, Regie: Michael Schneider
- 2009: Der gestiefelte Kater, Regie: Christian Theede
- 2011: Dreileben – Etwas Besseres als den Tod, Regie: Christian Petzold
- 2011: Laconia, Regie: Uwe Janson
- 2011: Das Meer am Morgen, Regie: Volker Schlöndorff
- 2012: Bella Block: Der Fahrgast und das Mädchen, Regie: Torsten C. Fischer
- 2012: Finn und der Weg zum Himmel, Regie: Steffen Weinert
- 2014: Die Pilgerin, Regie: Philipp Kadelbach
- 2014: Tatort: Alle meine Jungs, Regie: Florian Baxmeyer
- 2014: Till Eulenspiegel, Regie: Christian Theede
- 2015: Nachspielzeit, Regie: Andreas Pieper
- 2015: Mord in bester Gesellschaft: Bitteres Erbe, Regie: Peter Stauch
- 2017–2020: Babylon Berlin, Regie: Tom Tykwer, Achim von Borries, Hendrik Handloegten
- 2017: Tatort: Stau, Regie: Dietrich Brüggemann
- 2018: Tatort: Murot und das Murmeltier, Regie: Dietrich Brüggemann
- 2019: Der Koch ist tot, Regie: Markus Sehr
- 2019: Charité (2. Staffel, sechs Folgen), Regie: Anno Saul
- 2019: Toni, männlich, Hebamme – Daddy Blues, Regie: Sibylle Tafel
- 2020: Unterleuten – Das zerrissene Dorf, Regie: Matti Geschonneck
- 2020: Kroymann (Satiresendung, 1 Folge)
- 2020: Altes Land
- 2021: Legal Affairs
- 2022: München Mord: Dolce Vita (Fernsehreihe)
- 2022: Lauchhammer – Tod in der Lausitz (Fernsehserie, 6 Folgen)
- 2022: Der Kommissar und die Eifersucht
- 2023: Meine Freundin Volker
- 2023: Wolfsjagd
- 2023: Weihnachtspäckchen … haben alle zu tragen
- 2024: Disko 76 (Streaming-Serie)
- 2024: Viktor Bringt's: Just True Love (Streaming-Serie, 1 Folge)
- 2024: Pärchenabend, Regie: Leo Khasin
- 2024: Für immer Freibad

## Auszeichnungen
- 2005: Max Ophüls-Preis (Nachwuchs-Darstellerpreis) für Das Lächeln der Tiefseefische
- 2008: Adolf-Grimme-Preis für An die Grenze
- 2010: EZetera Filmpreis beim Internationalen Filmfest Emden-Norderney für Bis aufs Blut – Brüder auf Bewährung (gemeinsam mit Burak Yiğit)
- 2011: Bayerischer Filmpreis 2010 in der Kategorie „Nachwuchsdarsteller“ für Bis aufs Blut – Brüder auf Bewährung (gemeinsam mit Burak Yiğit)